# Воронцов, Анатолий Александрович
Анатолий Александрович Воронцов — советский хозяйственный, государственный и политический деятель, Герой Социалистического Труда.

## Биография
Родился в 1910 году в деревне Розановка. Член КПСС с 1943 года.
С 1931 года — на хозяйственной, общественной и политической работе. В 1931—1971 гг. — участковый агроном Терпеньевской МТС Днепропетровской области Украинской ССР, старший агроном Петропавловской МТС, Ярославской МТС Краснодарского края, участник Великой Отечественной войны, директор Унароковской МТС Ярославского района Краснодарского края, председатель колхоза «Победа», главный агроном, директор семсовхоза «Костромский».
Указом Президиума Верховного Совета СССР от 6 мая 1948 года присвоено звание Героя Социалистического Труда с вручением ордена Ленина и золотой медали «Серп и Молот».
Умер в станице Костромская до 1985 года.